# Reinier Corrales
Reinier Corrales Gomes – kubański zapaśnik walczący w stylu klasycznym. Brązowy medalista uniwersjady w 2005. Trzeci w Pucharze Świata w 2006 roku.